# Canton de Besse-et-Saint-Anastaise
Le canton de Besse-et-Saint-Anastaise est une ancienne division administrative française située dans le département du Puy-de-Dôme et la région Auvergne, disparue à la suite du redécoupage des cantons du Puy-de-Dôme. Les 10 communes ont été rattachées au canton du Sancy.

## Géographie
Ce canton est organisé autour de Besse-et-Saint-Anastaise dans l'arrondissement d'Issoire. Son altitude varie de 594 m (Saint-Diéry) à 1 883 m (Chambon-sur-Lac) pour une altitude moyenne de 928 m.

## Histoire
Le canton de Besse est créé en 1790 sous la Révolution en même temps que les départements. Il dépend du district de Besse jusqu'en 1795, date de suppression des districts. En 1801, il est rattaché à l'arrondissement d'Issoire. En 1961, il prend le nom de canton de Besse-en-Chandesse puis en 1973 celui de canton de Besse-et-Saint-Anastaise.
De 1833 à 1848, les cantons de Besse et de Champeix avaient le même conseiller général. Le nombre de conseillers généraux était limité à 30 par département.
Les redécoupages des arrondissements intervenus en 1926 et 1942 ne l'ont pas affecté.

### Redécoupage cantonal de 2014-2015
Par décret du 21 février 2014, le nombre de cantons du département passe de 61 à 31, avec mise en application aux élections départementales de mars 2015. Le canton de Besse-et-Saint-Anastaise est supprimé à cette occasion. Ses dix communes sont rattachées au canton du Sancy (bureau centralisateur : La Bourboule).

## Représentation

### Conseillers généraux de 1833 à 2015
| Période | Période      | Identité                          | Étiquette                                           | Qualité |
| ------- | ------------ | --------------------------------- | --------------------------------------------------- | --- |
| 1833    | 1839         | Pierre Cougoul (1790-1871)        |                                                     | Notaire, expert géomètre, maire de Besse-en-Chandesse                                                           |
| 1839    | 1848         | Jean-Louis de Combarel-Cornudet   |                                                     | Maire de Neschers                                                                                               |
| 1848    | 1867         | Pierre Cougoul                    |                                                     | Notaire, juge de paix, maire de Besse-en-Chandesse                                                              |
| 1867    | 1883         | Pierre Hector Aubergier-Costes    |                                                     | Docteur ès sciences, pharmacien, adjoint au maire de Clermont-Ferrand Vice-président de l'Académie des sciences |
| 1883    | 1895         | Jacques Emmanuel Tixier-Aubergier | Droite                                              | Avocat |
| 1895    | 1903 (décès) | Jules Goyon                       | Rad.                                                | Médecin, directeur du bureau municipal d'hygiène de Clermont-Ferrand                                            |
| 1903    | 1928         | Joseph Reynouard                  | Rad.                                                | Pharmacien Député (1914-1919 et 1924-1928) Maire de Besse-en-Chandesse (1904-1912)                              |
| 1928    | 1940         | Elie Pipet (1882-1956)            | Rad.                                                | Médecin Maire de Besse-en-Chandesse Nommé conseiller départemental en 1942                                      |
|         |              |                                   |                                                     | |
| 1945    | 1985 (décès) | Alfred Pipet (1918-1985)          | Rad. puis UDF-Rad.                                  | Médecin - Maire de Besse-en-Chandesse (1956-1985)                                                               |
| 1985    | 2008         | Pierre Pipet (fils du précédent)  | UDF puis DL groupe Union des républicains (UMP+UDF) | Médecin Conseiller municipal de Besse-et-Saint-Anastaise                                                        |
| 2008    | 2015         | Lionel Gay                        | PS puis DVG                                         | Directeur territorial Maire de Besse-et-Saint-Anastaise (depuis 2012) Elu en 2015 dans le Canton du Sancy       |

### Conseillers d'arrondissement (de 1833 à 1940)
| Période                                  | Période | Identité                        | Étiquette | Qualité |
| ---------------------------------------- | ------- | ------------------------------- | --------- | --- |
| 1833                                     | 1842    | Jean Baptiste Boyer (1787-1868) |           | Notaire, maire d'Église-Neuve                                                                               |
| 1842                                     | 1848    | Eugène Bournet-Cougoul          |           | Avocat à Issoire                                                                                            |
| 1848                                     | 1852    | Charles Godivel                 |           | Propriétaire Besse                                                                                          |
| 1852                                     | 1861    | Jean Baptiste Boyer             |           | Notaire à Église-Neuve                                                                                      |
| 1861                                     | 1867    | Georges-Antoine Boyer           |           | Notaire à Église-Neuve                                                                                      |
| 1867                                     | 1895    | Jean-Baptiste Lenègre-Rouget    |           | Propriétaire Besse                                                                                          |
| 1895                                     | 1919    | Pierre Champeix                 | Radical   | Propriétaire à Saint-Anastaise                                                                              |
| 1919                                     | 1928    | Amable Maximilien Sandouly      |           | Vétérinaire, adjoint au maire de Besse                                                                      |
| 1928                                     | 1940    | René Étienne (1898-1957)        | Radical   | Cultivateur négociant, maire de Saint-Diéry                                                                 |
| 1940                                     |         |                                 |           | Les conseils d'arrondissement ont été suspendus par la loi du 12 octobre 1940 et n'ont jamais été réactivés |
| Les données manquantes sont à compléter. |         |                                 |           | |

## Composition
Le canton de Besse-et-Saint-Anastaise groupait 10 communes et comptait 4 116 habitants (recensement de 2012, population municipale).
| Nom                                  | Code Insee | Intercommunalité      | Population (dernière pop. légale) |
| ------------------------------------ | ---------- | --------------------- | --------------------------------- |
| Besse-et-Saint-Anastaise (chef-lieu) | 63038      | CC du Massif du Sancy | 1 501 (2014)                      |
| Chambon-sur-Lac                      | 63077      | CC du Massif du Sancy | 379 (2014)                        |
| Compains                             | 63117      | CC du Massif du Sancy | 124 (2014)                        |
| Égliseneuve-d'Entraigues             | 63144      | CC du Massif du Sancy | 419 (2014)                        |
| Espinchal                            | 63153      | CC du Massif du Sancy | 96 (2014)                         |
| Murol                                | 63247      | CC du Massif du Sancy | 561 (2014)                        |
| Saint-Diéry                          | 63335      | CC du Massif du Sancy | 399 (2014)                        |
| Saint-Pierre-Colamine                | 63383      | CC du Massif du Sancy | 244 (2014)                        |
| Saint-Victor-la-Rivière              | 63401      | CC du Massif du Sancy | 243 (2014)                        |
| Valbeleix                            | 63440      | CC du Massif du Sancy | 138 (2014)                        |

## Démographie
| 1975  | 1982  | 1990  | 1999  | 2006  | 2011  | 2012  |
| ----- | ----- | ----- | ----- | ----- | ----- | ----- |
| 5 230 | 4 840 | 4 764 | 4 362 | 4 251 | 4 081 | 4 116 |